# Хаттон, Картер
Ка́ртер Джон Ха́ттон (англ. Carter John Hutton); 19 декабря 1985 года, Тандер-Бей, Онтарио, Канада) — бывший профессиональный канадский хоккеист, вратарь.

## Игровая карьера

#### Адирондак Флайерз
В студенчестве играл за университет Массачусетса. 26 марта 2010 года подписал контракт с командой «Филадельфия Флайерз». Отыграл четыре матча в фарм-клубе «Адирондак Флайерз», а также в нескольких матчах был запасным вратарём Брайана Буше из «Филадельфии».

#### Вустер Шаркс
1 июня 2010 года «Сан-Хосе Шаркс» подписали Хаттона как неограниченного свободного агента на один год. Однако, все матчи Картер провел в фарм-клубе «Вустер Шаркс».

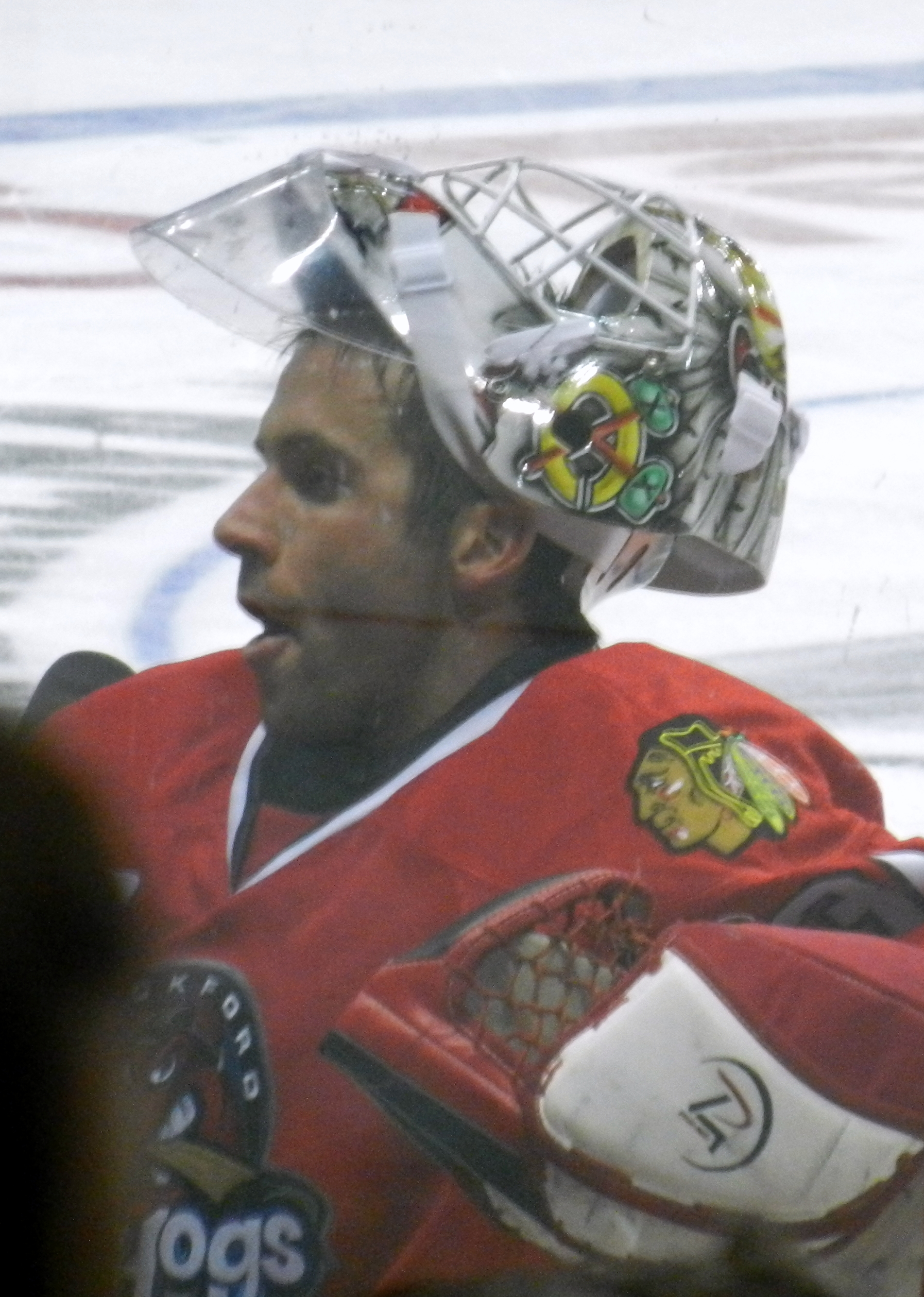
Хаттон в составе «Рокфорд АйсХогс» в 2012 году

#### Чикаго Блэкхокс
1 августа 2011 года подписал контракт с «Рокфорд Айсхогс». 23 февраля 2012 года подписал контракт с «Чикаго Блэкхокс». Первую игру в НХЛ провел против «Сент-Луис Блюз» 27 апреля 2013 года. Хаттон был запасным вратарём в пяти встречах плей-офф. После он получил чемпионское кольцо, но выгравирован на Кубке Стэнли не был.

#### Нэшвилл Предаторз
5 июля 2013 года подписал контракт с «Нэшвилл Предаторз». Из-за травмы бедра Пекки Ринне был назначен основным вратарём на сезон 2013/14. В декабре Хаттон одержал 3 победы подряд при GAA 1,33 со средним показателем отражённых бросков 0,960 % и был назван третьей звездой недели НХЛ. После победной серии из пяти игр в конце регулярного сезона Хаттон стал шестым вратарём, кто одержал 20 побед в истории франшизы в качестве вратаря.
2 июня 2014 года Хаттон подписал двухлетний контракт на 1,45 миллиона долларов, чтобы остаться в команде.
В свой последний год в «хищниках» Хаттон был номинирован на Билл Мастертон Трофи в 2016 году как «игрок, который лучше всего демонстрирует такие качества, как настойчивость, спортивное мастерство и преданность хоккею».

#### Сент-Луис Блюз
После трёх сезонов в «Нэшвилле» подписал двухлетний контракт с «Сент-Луис Блюз». Он заработал свою первую победу с «блюзменами» в своем дебютном за команду. Во втором сезоне за «Блюз» Хаттон провел лучший год в карьере, зарекомендовав себя одним из лучших бэкапов лиги. По окончании сезона по проценту отражённых бросков (93,1%) Хаттон оказался в топ-3 вратарей лиги по данному показателю, уступив лишь Кёртису Макелинни и Дарси Кемперу. По коэффициенту надёжности (2,01) Хаттон и вовсе оказался лучшим в лиге. Несмотря на такие показатели основным вратарём «Сент-Луиса» оставался Джейк Аллен.

#### Баффало Сейбрз
После хорошо проведённых двух сезонов в «Блюз» Хаттон подписал контракт с «Баффало Сейбрз» трёхлетний контракт на общую сумму $ 8,25 млн. После подписания контракта тренер вратарей Баффало похвалил Хаттона за то, что он «идеальный партнер для Линуса Улльмарка». Свою первую победу с «Сейбрз» он одержал 6 октября 2018 года в матче над «Нью-Йорк Рейнджерс» со счётом 3:1.
В сезоне 2019/20 впервые в карьере был стартовым вратарём команды, разделяя время с Улльмарком,  однако это не помогло «клинкам» выйти в плей-офф. 14 октября 2019 года в матче против «Даллас Старз» провёл первый «шатаут» в составе «клинков». Несколько дней спустя он установил рекорд франшизы по количеству сейвов во время игры регулярного сезона: 47 сейвов были сделаны в матче против «Лос-Анджелес Кингз». В результате этих матчей Хаттон возглавил вратарей лиги по отраженному проценту бросков, среднему пропущенному количеству голов и по отраженному проценту бросков при игре в равных составах. Впоследствии он был назван третьей звездой недели НХЛ за неделю 21 октября 2019 года.
После двух «шатаутов» подряд Хаттон не смог выиграть ни одной игры и был заменен в стартовом составе команды 19 декабря после поражения со счётом 1:6. После этой игры Улльмарк начал следующие восемь игр команды, после чего 11 января 2020 года Хаттон вновь был назван стартером. Однако Хаттон сделал лишь 29 сейвов в проигранном матче с «Ванкувер Кэнакс» со счётом 3:6. После 12 поражений подряд (0-8-4) с 24 октября по 30 января было обнаружено, что Хаттон страдает от проблем со зрением. Вратарю была поставлена недостаточность конвергенции, из-за которой его левый глаз двигался медленнее, чем правый, что влияло на способность следить за шайбой. Его снова заменил Улльмарк в стартовом составе команды, прежде чем он получил травму во время игры против «Оттавы Сенаторз» в конце января. Из-за этой травмы Хаттон был назначен в стартовом составе, а его дублером был новичок Йонас Йоханссон. Он закончил регулярный сезон с результатом 12–14–4 в 31 матче и самыми низкими показателями в карьере по проценту отражённых бросков и GAA.
В сезоне 2020/21 Хаттон провел всего 13 игр за сезон, пропуская в среднем 3,47 гола при проценете отражённых бросков 0,886.

#### Аризона Койотис
После в значительной степени разочаровывающего пребывания в стане «Сейбрз», Хаттон покинул клуб в качестве неограниченно свободного агента и 28 июля 2021 года подписал с «Аризоной Койотис» контракт на один год с минимальной для лиги суммой $ 750 тыс. Хаттон сыграл 3 матча в октябре 2021 года за «Аризону», в которых пропустил 15 шайб при 74,1% отраженных бросков. В начале 2021 года Хаттон перенёс травму лодыжки.
В феврале «Торонто Мейпл Лифс» выменял вратаря у «Койотис», но он не провел ни одного матча в составе клуба.
14 июня 2022 года объявил о завершении карьеры после 12 сезонов в профессиональном хоккее.